# غوفر أيداهو
غوفر أيداهو (الاسم العلمي: Thomomys idahoensis) هو نوع من الحيوانات يتبع جنس غوفر جيبي من فصيلة الغوفرية.